# Пінчук Іван Теофанович
Іван Теофанович Пінчук (1930 — ?) — український радянський діяч, новатор виробництва, бригадир будівельної бригади Житомирського обласного будівельного тресту. Депутат Верховної Ради УРСР 5-го скликання.

## Біографія
З 1950-х років — бригадир комплексної будівельної бригади будівельно-монтажного управління № 4 Житомирського обласного будівельного тресту. Бригаді Івана Пінчука було присвоєно звання колективу комуністичної праці.

## Нагороди
- орден «Знак Пошани»
- ордени
- медалі